# Agence européenne des médicaments
Pour les articles homonymes, voir EMA et AEM.
L'Agence européenne des médicaments (AEM ; en anglais : European Medicines Agency, EMA) est une agence de l'Union européenne créée en 1995. Elle siège à Amsterdam depuis 2019. Durant les débats sur le retrait du Royaume-Uni de l'Union européenne, l'agence déménage de Londres aux Pays-Bas,.
L'agence évalue, coordonne et supervise le développement des nouveaux médicaments à usage humain et vétérinaire dans l'Union européenne. Son autorité s'exerce à travers les agences nationales, notamment : l'Agence nationale de sécurité du médicament et des produits de santé et l'Agence nationale du médicament vétérinaire en France ou l'Agence fédérale des médicaments et des produits de santé en Belgique.
Son organisation est inspirée par celle de l'agence équivalente des États-Unis : la Food and Drug Administration (FDA) qui travaille régulièrement à améliorer la transparence et l'indépendance face aux entreprises transnationales de la pharmacie. Le champ de responsabilité de la FDA est néanmoins beaucoup plus large : il comprend les dispositifs médicaux, qui en Europe sont soumis à la réglementation du marquage CE, ainsi que la sécurité alimentaire, qui dans l'Union européenne est confiée à l'Autorité européenne de sécurité des aliments (AESA).
De 1995 à 2004, l'AEM porte le nom d'Agence européenne pour l'évaluation des médicaments (en anglais : European Agency for the Evaluation of Medicinal Products ou European Medicines Evaluation Agency ; EMEA).

## Description

### Organisation
L’AEM est dirigée par un directeur exécutif et est dotée d’un secrétariat d’environ 440 personnes depuis 2007[réf. nécessaire].

Le conseil d’administration est son organe de tutelle, chargé notamment des questions budgétaires.

L'AEM comprend en 2013 sept comités scientifiques : 
- Comité des médicaments à usage humain (CHMP) ;
- Comité d'évaluation des risques en pharmacovigilance (PRAC) ;
- Comité des médicaments à usage vétérinaire (CVMP) ;
- Comité pour les médicaments orphelins (COMP) ;
- Comité pour les médicaments à base de plantes (HMPC) ;
- Comité pédiatrique (PDCO) ;
- Comité pour les thérapies avancées (CAT).

### Rôles
Sa principale mission est la protection et la promotion de la santé publique et animale à travers l’évaluation et la supervision des médicaments à usage humain et vétérinaire. L'AEM est une Agence qui applique les directives élaborées par la Direction SanCo (Santé  et consommation) à Bruxelles et votées par le parlement européen à Strasbourg.
L’AEM est chargée de l’évaluation scientifique des demandes d’autorisation européennes de mise sur le marché des médicaments (procédure centralisée). L'évaluation scientifique est réalisée par le Comité des médicaments à usage humain (CHMP), avec le support des autres comités scientifiques qui peuvent faire des recommandations au CHMP selon leur domaine. 
Lorsque la procédure centralisée est mise en œuvre, les laboratoires pharmaceutiques soumettent à l’AEM une demande d’autorisation de mise sur le marché pour l'ensemble des pays de l'Union européenne ainsi que l'Islande, le Liechtenstein et la Norvège. L'autorisation donnée par l'AEM est reprise automatiquement par les agences nationales sans autre examen. La commercialisation est possible dans les vingt-huit pays de l'Union dans le mois qui suit l'autorisation accordée par l'AEM. L'ensemble des malades européens peuvent bénéficier simultanément des avancées thérapeutiques. La procédure engendre des économies pour les laboratoires pharmaceutiques grâce à une évaluation unique et évite également des pratiques anticoncurrentielles des États membres prétextant des motifs de santé publique. En situation d'urgence, un pays peut toujours suspendre une autorisation centralisée.
Tous les médicaments à usage humain et vétérinaire dérivés de la biotechnologie relèvent obligatoirement de la procédure centralisée. Les médicaments destinés au traitement des infections du VIH/Sida, du cancer, du diabète ou des maladies neurodégénératives sont soumis à la procédure centralisée, puisqu'elle s'applique à toutes les nouvelles entités chimiques.
Les médicaments orphelins, c'est-à-dire destinés au traitement des maladies rares, sont examinés par le Comité pour les médicaments orphelins (Committee for Orphan Medicinal Products abrégé en COMP). Cette commission attribue une « désignation orpheline ». Cette désignation acquise, il est possible de soumettre  une autorisation centralisée en suivant la procédure générale, quelles que soient la nature du médicament et la pathologie traitée. Cette facilité particulière permet aux malades souffrant de ces pathologies rares de bénéficier rapidement de nouvelles chances thérapeutiques  dans tous les pays de l'Union.
En ce qui concerne les médicaments ne relevant d’aucune des catégories susmentionnées, les sociétés peuvent soumettre une demande d’autorisation de mise sur le marché centralisée à l’AEM à condition que le médicament constitue une innovation thérapeutique, scientifique ou technique majeure ou qu’il présente un intérêt pour la santé humaine ou animale.
Tous les médicaments vétérinaires destinés à améliorer les performances en vue de promouvoir la croissance des animaux traités, ou d’augmenter le rendement par les animaux traités, doivent passer par la procédure centralisée.
L'innocuité des médicaments fait l'objet d'un suivi permanent par l’Agence grâce à un réseau de pharmacovigilance. En effet, elle prend des mesures appropriées lorsque des rapports d’effets indésirables suggèrent des changements au niveau de l’équilibre bénéfice/risque d’un médicament. En ce qui concerne les médicaments vétérinaires, l’Agence est chargée de définir des limites sûres pour les résidus médicamenteux contenus dans les aliments d’origine animale.
L’Agence joue également un rôle dans la promotion de l’innovation et de la recherche dans l’industrie pharmaceutique. L’AEM fournit aux sociétés des avis scientifiques et une assistance au niveau du protocole pour la mise au point de nouveaux médicaments. Elle publie également des recommandations sur les procédures à mettre en œuvre pour évaluer l'innocuité et l’efficacité des médicaments. Un bureau dédié créé en 2005 fournit une assistance spéciale aux petites et moyennes entreprises (PME).
En 2001, le comité des médicaments orphelins (COMP) a été créé et est depuis lors chargé de l'examen des demandes de désignation déposées par des personnes physiques ou morales souhaitant développer des médicaments destinés au traitement de maladies rares, les « médicaments orphelins ». Le comité des médicaments à base de plantes (HMPC) a été créé en 2004 et émet des avis scientifiques sur les médicaments traditionnels à base de plantes.
L’Agence coordonne les ressources scientifiques de plus de quarante autorités nationales compétentes dans trente pays de l’Union Européenne et de l’EEA-AELE au sein d’un réseau comptant plus de 4 000 experts européens.
Elle utilise les résultats des travaux de la Direction européenne de la qualité du médicament & des soins de santé (DEQM) qui publie la Pharmacopée européenne sous l'égide du Conseil de l'Europe.
Elle contribue aux activités internationales de l’Union européenne par son travail avec l’Organisation mondiale de la santé et les conférences trilatérales International Conference of Harmonisation (ICH)et VICH (Union Européenne, Japon et États-Unis) sur l’harmonisation, pour ne citer que quelques-unes des organisations et initiatives internationales.

## Budget
D'après le site internet de l'AEM, le budget de l'Agence provient à 86 % des honoraires et redevances, à 14 % de contributions de l'Union européenne (UE) pour les questions de santé publique et pour moins de 1 % d'autres sources. Les honoraires et redevances percues par l'AEM sont payées par l'industrie pharmaceutique pour le traitement des demandes des entreprises qui souhaitent mettre un médicament sur le marché.
- 2010 : 208 387 000 €[7]
- 2009 : 194 389 000 €[8]
- 2008 : 173 307 000 €
- 2007 : 163 113 000 €
- 2006 : 141 059 339 €[9]

## Indépendance et sécurité
Pour éviter les situations de conflit d'intérêts et protéger la gouvernance de l'Agence de toute interférence politique ou de pressions de lobbys industriels, les décisions de l'Agence doivent être prises par une autorité neutre et indépendante, dotée des compétences nécessaires. Aussi seront-elles prises par le directeur exécutif de l'agence, théoriquement lui-même placé sous la tutelle d'une instance d'appel indépendante, chargée de contrôler la bonne application du règlement et des mesures d'exécution correspondantes adoptées par la Commission européenne. Le directeur exécutif est nommé par le conseil d'administration de l'agence, composé de représentants des États membres et de la Commission, qui doit, sous le contrôle de cette dernière, définir les priorités, fixer le budget et surveiller le fonctionnement de l'agence[réf. nécessaire].
Jean-Christophe Brisard indique en 2016 au sujet de l'AEM que « 85 % [de son] financement est assuré par l’industrie pharmaceutique ».

### Conflits d'intérêts
En 2009, un audit interne (dont le rapport a été finalisé en avril 2009 et dont la Formindep a obtenu communication) a montré que de nombreux experts auxquels l'agence fait appel se trouvent en situation de conflit d'intérêts, comme un expert « qui possède des actions dans une entreprise pharmaceutique dont il est censé évaluer la production » comme le souligne Le Canard enchaîné.
En 2012, un nouvel audit européen, cette fois réalisé par la Cour des comptes européenne a constaté ou confirmé un défaut de dispositif de prévention et/ou résolution des conflits d'intérêts au sein de l'Agence (ainsi que dans trois autres agences européennes devant également « prendre des décisions importantes concernant la sécurité et la santé des consommateurs » (Agence européenne de la sécurité aérienne ou EASA, l'Autorité européenne de sécurité des aliments ou EFSA et l'Agence européenne des produits chimiques ou ECHA).
Le processus d'évaluation des médicaments a été critiqué pour son manque de transparence et les problèmes de conflits d'intérêts dans le cas précis des vaccins contre le papillomavirus humain. Louise Brinth, une médecin danoise, a noté que les experts qui examinent les données ne sont pas nommés et semblent être tenus au secret. Les procès-verbaux ne sont pas publiés et les opinions divergentes ne sont pas mentionnées, ce qui laisserait penser que tous les experts sont du même avis, créant une « sorte de faux consensus ». Selon elle, le processus est « non scientifique et non démocratique ».
Lors d'une séance du Parlement autrichien, le député Gerald Hauser a publiquement évoqué, le 1er avril 2021, un potentiel conflit d'intérêts d'Emer Cooke, directrice exécutive de l'EMA, qui a notamment autorisé le vaccin COVID-19 d'Oxford-AstraZeneca, alors qu'elle avait elle-même été employée dans le passé par la même industrie en tant que lobbyiste de la Fédération européenne des associations et industries pharmaceutiques (EFPIA),.

### Attaque informatique
Le 9 décembre 2020, l'agence est victime d'une cyberattaque, alors même qu'elle est en train de délibérer sur l'autorisation de mise sur le marché européen de vaccins contre le Covid-19. Le laboratoire Pfizer affirme que des documents concernant le vaccin élaboré en collaboration avec BioNTech sont illégalement consultés.

## Activités
Dans le domaine vétérinaire, les activités de l'AEM poursuivent le même but que celles de la FDA.

## Siège

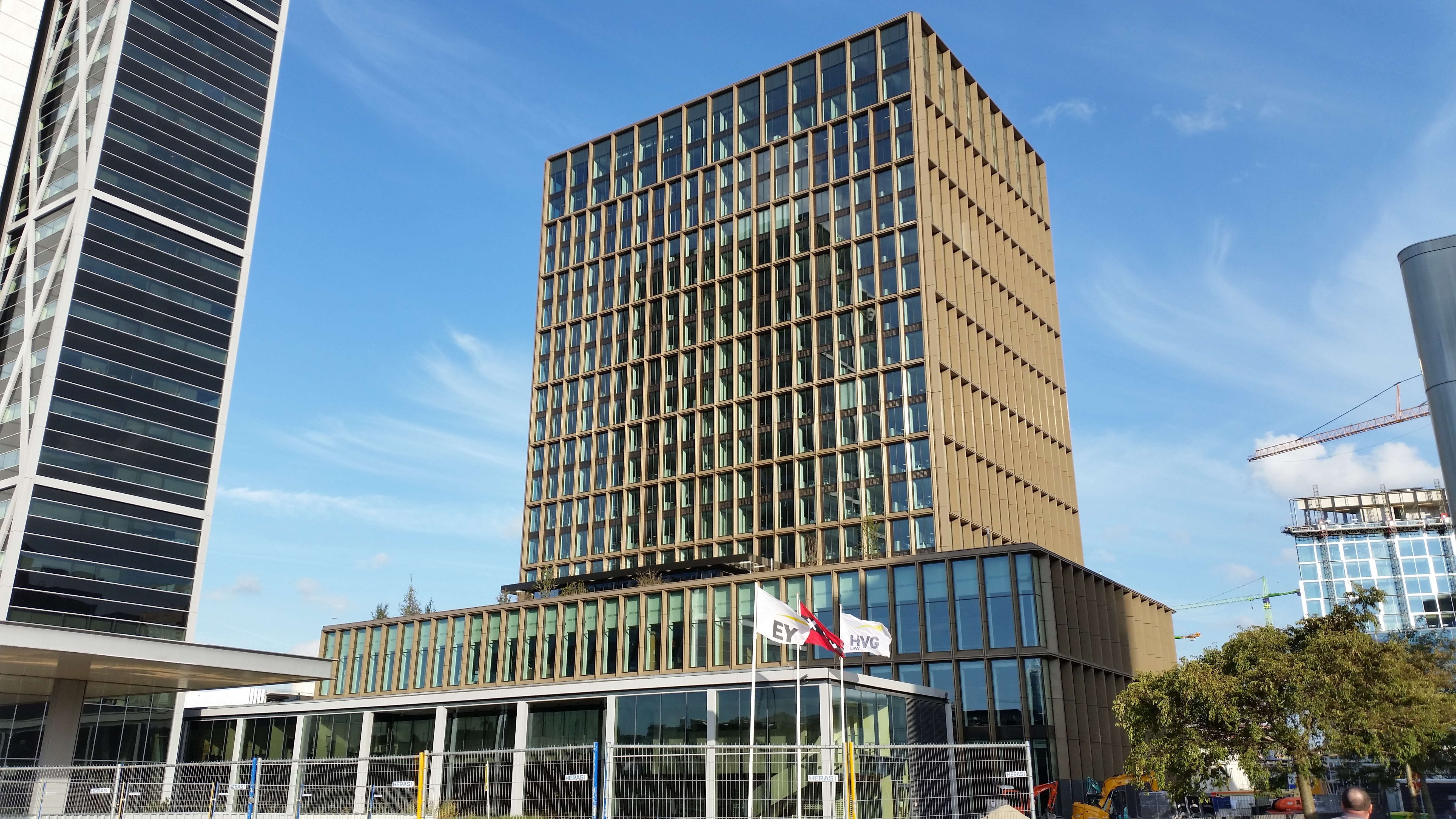
Le siège de l'Agence européenne des médicaments à Amsterdam.

L'agence est localisée à Londres, au Royaume-Uni, avant le retrait britannique de l'Union européenne.
En avril 2017, environ 26 candidatures visent à accueillir l'AEM, toutefois, les critères de la nouvelle localisation doivent être définis en juin 2017 pour qu'une décision soit possible au quatrième trimestre  2017. Parmi les villes candidates, un sondage révèle que les villes préférées sont : Amsterdam, Barcelone, Vienne, Milan ou Copenhague.
Le vote prend place le 20 novembre 2017 : Amsterdam sera le siège de l'agence, après deux tours de vote et un tirage au sort pour la départager avec Milan. Milan et Amsterdam terminent ex aequo au second tour. Le nouveau bâtiment de l'AEM, situé non loin de la gare d'Amsterdam-RAI, est inauguré en 2019.

## Compléments